# Convalida (diritto amministrativo)
La convalida è un atto amministrativo di 2º grado tramite il quale il soggetto al quale spetta l'azione di annullamento sana un precedente atto invalido da vizi che ne determinano l'annullabilità.

## Caratteri
Perché l'atto possa essere convalidato occorre che l'atto invalido non sia già stato annullato e che il soggetto sia comunque nella posizione per provvedere sulla materia su cui l'atto dispiega i suoi effetti.
Secondo la dottrina e la giurisprudenza l'atto di convalida deve:
- indicare espressamente l'atto da convalidare;
- individuare inequivocabilmente il vizio che si intende eliminare;
- esplicitare la volontà di convalidare l'atto viziato.

Inoltre a seguito delle modifiche della legge 241/1990 apportate dalla legge 15/2005, l'art 21-nonies al secondo comma prevede la possibilità di convalida di un provvedimento annullabile sussistendo i requisiti di:
- interesse pubblico al mancato annullamento dell'atto;
- intervento della convalida entro un termine ragionevole.